# Ісус із Назарета (мінісеріал)
Ісус з Назарету (італ. Gesù di Nazareth, англ. Jesus of Nazareth) — британсько-італійський драматичний серіал 1977 року, знятий режисером Франко Дзефіреллі.
Деякі сцени та персонажі фільму відсутні в Біблії й були додані під час написання сценарію для стислості або драматичного ефекту. Зокрема, Юда Іскаріот у фільмі зображується як людина з добрими намірами, яка була введена в оману Зерою, в результаті чого й зраджує Ісуса.

## Прем'єра
Прем'єра серіалу відбулася 27 березня 1977 року на італійському каналі Rai 1. В Сполученому Королівстві прем'єра відбулася 3 квітня того ж року в мережі ITV. Серіал отримав дуже позитивні відгуки.

## Сюжет
Сюжет фільму являє собою кінематографічну гармонію Євангелія, яка поєднує оповідання всіх чотирьох Євангелій Нового Заповіту. Він представляє Ісуса як Бога, так і людину.
Під час хрещення Ісуса в річці Йордан Іван промовляє Божі слова: «Це Син мій улюблений». Знайомі християнські епізоди представлені хронологічно: заручини, а потім і шлюб Марії та Йосипа; Благовіщення; Зустріч Марії та Єлизавети; обрізання Івана Хрестителя; Народження Ісуса Христа; візит волхвів; обрізання Ісуса; перепис Квіринія; втеча до Єгипту та різанина невинних; Знахідка в храмі; хрещення Ісуса.
Євангельські оповіді, включені у фільм, також включають жінку, спійману на перелюбі; зцілення дочки Яіра; Ісус допомагає Петру зловити рибу; притча про блудного сина; діалог Ісуса та Варавви (небіблійний); вечеря від Матвія; Нагірна проповідь; дебати з Йосипом Аріматейським; лікування сліпого в басейні; Воскресіння Лазаря (Івана 11:43); Годування п'яти тисяч; в'їзд в Єрусалим; Ісус і міняйли; притча про двох синів; зцілення слуги сотника; діалог з Никодимом; Тайна вечеря; зрада Ісуса Юдою.
На суді над Ісусом в синедріоні Ісуса звинувачують у богохульстві за те, що він назвав себе сином Бога Ізраїля. Каяфа проголошує молитву «Господь, Бог наш, Господь єдиний», тим самим заперечуючи, що Бог Ізраїля має сина. Наступні сцени включають зречення Петра від Христа та покаяння в ньому; суд Пілата над Ісусом («Ecce Homo»); розповідь про страсті (Ів. 18–19; у тому числі «Агонія в саду»); Носіння хреста; Розп'яття Христа (Никодим Лоуренса Олів'є декламує уривок "Стражаючий слуга " (Іс  53:3-5), дивлячись безпорадно на розп'ятого Месію); відкриття порожньої гробниці і явлення Воскреслого Христа своїм учням. Сюжет фільму завершується тим, що небіблійний персонаж Зера та його колеги з розпачем дивляться у порожню гробницю. Зера нарікає: «Тепер починається. Усе починається».

## У ролях
- Роберт Пауелл — Ісус
- Олівія Гасі — Марія
- Лоуренс Олів'є — Никодим
- Джеймс Мейсон — Йосип Ариматейський
- Енн Бенкрофт — Марія Магдалина
- Ернест Боргнайн — Центуріон
- Клаудія Кардінале — заміжня жінка, яку хотіли побити камінням за зраду чоловіка (4 серія)
- Валентіна Кортезе — Іродіада
- Джеймс Фарентіно — Симон (Петро)
- Джеймс Ерл Джонс — Валтасар
- Стейсі Кіч — Варавва
- Тоні Ло Б'янко — Квінтілій
- Іян Макшейн — Юда Іскаріот
- Дональд Плезенс — Мельхіор
- Крістофер Пламмер — Ірод Антипа
- Ян Холм — Зера
- Ентоні Квінн — Каяфа
- Фернандо Рей — Гаспар
- Марина Берті — Єлисавета
- Ральф Річардсон — Симеон
- Пітер Устінов — Ірод I Великий
- Кіт Скіннер — біснуватий юнак (2 серія)
- Сайріл Кюсак — батько біснуватого юнака (2 серія)

## Виробництво
Драма була задумана, після прийому Лью Грейда у Папи Павла VI, який привітав його зі створенням телевізійного фільму «Мойсей Законодавець» (1974), з Бертом Ланкастером у головній ролі. Наприкінці розмови Папа сказав йому, що сподівається, що його наступний проєкт буде про життя Ісуса. Через два тижні, обідаючи з керівником RAI, Грейд сказав йому, що збирається їх компанії підготувати такий фільм. Роль режисера була запропонована Франко Дзефіреллі — релігійному римо-католику, який знав Понтифіка ще з часів, коли він був архієпископом Мілана, коли він часто відвідував школу Дзеффіреллі — з ініціативи Папи, який наполягав на тому, що або зробить Ісуса з Назарету, або ніхто інший. Директор спочатку відхилив пропозицію, але Грейд нарешті переконав його погодитися; він погодився на роботу незадовго до Різдва 1973 року.

Сценарист Ентоні Берджесс пізніше розповів про запуск проєкту в есе під назвою «Телеісус (або Медіахристос)»:
Ідею створення шестигодинного телевізійного фільму про життя Ісуса Христа запропонував британський єврей із золотим благословенням американської автомобільної корпорації. Одним проєкт здавався блюзнірським, іншим — екуменічним. Лорд Грейд, який тоді був сером Лью Грейдом, очолив велику прес-конференцію у Святому місті (Рим) і сказав все, що можна було сказати, а саме, що цей фільм буде, що Дзеффіреллі буде його режисером, і що Берджесс напише це. Розпалені цим оголошенням, римляни влаштували велику, так би мовити, Першу вечерю, на якій був присутній головний рабин Риму, а також різні британські церковники, які грали в крикет. Сер Лью Грейд став кавалером Республіки. Папа Римський не був присутній. 
І Грейд, і Дзеффіреллі наполягали, що їхня адаптація життя Ісуса має бути «екуменічною», послідовною навіть для невіруючих і «прийнятною для всіх конфесій». Щоб забезпечити точність фільму, продюсери проконсультувалися з експертами з Ватикану, Рабинського коледжу Лео Бека в Лондоні та Коранічної школи в Мекнесе, Марокко. Однак, коли Дзеффіреллі попросив рабина Альберта Фрідлендера допомогти йому створити сцену «Бар-міцва» Ісуса, останній відповів, що такі церемонії практикуються лише з XV століття. Режисер, однак, наполягав на тому, щоб його включити, і Фрідлендер намагався навчити дитини-актора Лоренцо Моне читати коротку частину П'ятикнижжя івритом. Моне, однак, пробурмотів це, і режисер був не задоволений (у фільмі хлопчик Ісус читає переважно англійською).

## Місце знімання
Основне знімання проводили у Марокко та Тунісі з вересня 1975 року по травень 1976 року. Сцени в синагогі знімали із статистами з єврейської громади на острові Джерба. Місто Монастір був Єрусалимом I століття. Ернест Боргнайн, який зобразив сотника Корнилія, нагадав, що, оскільки правила вимагають наймати місцевих статистів — більшість із поганою англійською — для багатьох менших ролей, їх довелося дублювати. Дзеффіреллі вирішив взагалі уникати запису звуку в багатьох частинах, а просто відправити головних акторів згодом дублювати їх власних героїв у студії. Пізніше сцени фільму були використані британською комедійною трупою «Монті Пайтон» для своєї релігійної сатири «Життя Брайана» (1979).

## Бюджет
Існують різні звіти щодо розміру бюджету драми: пресвітеріанське дослідження вказало, що він становив 12 мільйонів доларів, The Listener навів цифру в 9 мільйонів фунтів (приблизно 16 мільйонів доларів), тоді як Third Way стверджував, що це коштує 11,5 мільйонів фунтів стерлінгів (приблизно 20 мільйонів доларів). Інші джерела дають суму в 18 мільйонів доларів. У своїй автобіографії Лью Грейд написав, що «в остаточному обліку Ісус із Назарету взяв 45 мільйонів доларів».

### Зображення Ісуса Пауеллом
Спочатку продюсери думали вибрати на роль Христа відому зірку, яка б зібрала велику аудиторію. Зокрема, на роль Ісуса розглядали кандидатури Дастіна Гоффмана та Аль Пачино. Проте творці фільму побоювалися, що їхній зовнішній вигляд не відповідатиме популярному уявленню американської громадськості про Ісуса. Зрештою, на північноєвропейську появу персонажа в серіалі вплинула портретна картина Уорнера Салмана «Голова Христа» : Пол Гарві та Едвард Дж. Блюм написали серіал, що «привів уяву Саллмана в рух». Діву Марію також зображувала «без урахування історичної чи етнографічної точності» "безперечно кавказька Олівія Хассі.
Ідея акторської ролі Роберта Пауелла виникла у дружини Лью Грейда, Кеті Муді, яка сказала своєму чоловікові, що актор має «чудові блакитні очі» після того, як побачила його виступ у телевізійній адаптації «Джуда Неясного» від BBC. Пауелла різко розкритикували релігійні груп за те, що він «жив у гріху» зі своєю партнеркою, танцівницею Барбарою Лорд з народу Пана, коли мав намір зобразити Ісуса. Пара одружилася незадовго до початку виробництва.
Пауелл рідко моргає протягом усього фільму, імітуючи, у цьому відношенні, Х. Б. Уорнера у «Королі королів» 1927 року та Макса фон Сюдова у „Найвеличливішій історії“, що коли-небудь розповідалася 1965 року. Цей ефект був навмисним рішенням Франко Дзеффіреллі. Джеймс Холден прокоментував, що результатом став „проникливий, невблаганний зоровий контакт з Ісусом“. На знімальному майданчику була нанесена темно-синя підводка, щоб підкреслити блакитні очі Пауелла. Відтоді зображення Пауелла стало часто використовуваним зображенням у популярному духовному мистецтві і „визначило візуальний образ Христа у свідомості аудиторії“. . . Можливо, більше, ніж будь-який інший фільм про Ісуса».
Для сцени розп'яття Пауелл голодував на дієті з сиром протягом 12 днів перед зйомками, «щоб виглядати змученим».

## Оригінальні передачі та прийом
Прем'єра «Ісус з Назарету» відбулася на італійському каналі Rai 1 27 березня 1977 року. Він транслювався у п'ятьох епізодах, по одній щотижня до 25 квітня. У Вербну неділю, 3 квітня 1977 року — у день виходу в ефір другого епізоду — Папа схвалив програму у своєму публічному зверненні до свята і рекомендував вірним переглянути її. Серіал мав високі рейтинги: німецький домініканський монах і кінокритик Амброс Айхенбергер повідомив, що згідно з місцевими опитуваннями, 84 % власників телебачення у великих містах дивилися серіал. Наприклад, кількість глядачів третього епізоду, що вийшов в ефір 10 квітня, становила 28,3 мільйона.
У Сполученому Королівстві та Сполучених Штатах його транслювали у двох частинах, хоча й різної тривалості, мережею ITV у Великій Британії та NBC у США. В обох країнах перша частина вийшла в ефір 3 квітня, а друга — на Великдень 10 квітня 1977 року Під час першого показу у Великій Британії «Ісус з Назарету» мав приблизно 21 мільйон глядачів.
Коли перший епізод транслювався в США, він мав великий успіх. The New York Times повідомила, що «затопила всі конкуруючі програми в неділю ввечері», з рейтингом Nielsen за ніч 53 % у Лос-Анджелесі та 46 % у Нью-Йорку. Загалом міні-серіал отримав рейтинг Nielsen у 30,8 бала причому кожен бал представляв приблизно 712 000 будинків, що володіють телебаченням, і частку аудиторії в усій країні в обидві ночі. Компанія підрахувала, що Ісус привернув близько 90 мільйонів глядачів.
У Західній Німеччині він транслювався ZDF у чотирьох епізодах 19, 21, 23 і 24 березня 1978 року; 40 % аудиторії переглянули його.
«Ісус із Назарету» досяг величезного комерційного успіху і є одним із найбільш широко проданих, найвідоміших і найвідоміших фільмів про життя Христа. Lew Grade заявив, що отримав «чистий прибуток у розмірі 30 мільйонів доларів». Виступ Роберта Пауелла в ролі Ісуса, зокрема, був широко оцінений критиками.

## Полеміка
Перед першою трансляцією «Ісус з Назарету» потрапив під ідеологічний обстріл деяких американських протестантських фундаменталістів на чолі з Бобом Джонсом III, президентом Університету Боба Джонса в Південній Кароліні, і доктором Біллом Брайтом, оскільки вони вважали, що телефільм має воскреснути. Ісуса Христа, щоб бути вірним євангельському розповіді. Дзеффіреллі сказав інтерв'юеру Modern Screen, що у фільмі Ісус буде зображений як «звичайна людина — ніжна, тендітна, проста». Джонс інтерпретував це як означаючи, що зображення заперечує божественну природу Христа . Ніколи не бачивши фільм, Джонс засудив його як «богохульство». Інші підхопили крик, і 18 000 листів було надіслано в General Motors, яка надала 3 мільйони доларів вартості фільму. Пожертвуючи своїми інвестиціями, GM відмовився від спонсорства. Компанія Procter and Gamble зрештою взяла її під контроль, купивши права в США за відносно низьку ціну приблизно в 1 мільйон доларів. Їхня фінансова підтримка дозволила показати міні-серіал після того, як імітація воскресіння була додана за пропозицією доктора Теда Бера, богослова та медіа-експерта, який дружив з продюсером Вінченцо Лабеллою та був знайомий з протестувальниками. Сцени показують порожню гробницю з спогадами про Ісуса, які обговорюють його смерть і воскресіння.

## Наративні відхилення від Євангелія
Хоча фільм був прийнятий як загалом вірний джерелам Євангелія та вичерпніший, ніж попередні версії фільму, Дзеффіреллі та його сценаристи вважали за необхідне давати певну свободу у Писаннях з метою стислості та безперервності оповіді. Деякі з цих відхилень мають підґрунтя в освячених часом позабіблійних традиціях (наприклад, що немовлята Ісуса відвідали три «царі»; Біблія називає їх «волхвами», але не вказує, скільки їх було). Для сценарію були придумані й інші відхилення:
- Мабуть, найбільша вольність сценарію — це інтерпретація мотивів Юди Іскаріота у зраді Ісуса владі перед його арештом і стратою. На відміну від Євангелій, у яких Юда зневажається як злодій, який вкрав з гаманця учнів (Івана 12:6) і зрадив свого Вчителя просто заради грошей (Луки 22:5), — у фільмі Юда зображений як дуже неправильно зрозумілий політичний діяч; особа, яка в кількох сценах вступає в змову з релігійними фанатиками заради визволення євреїв у спосіб, який можна витлумачити як почесний, хоча й оманливий.
- У фільмі представлено кілька цілком оригінальних персонажів. З них найбільше екранного часу має Зера Ієна Голма, який по суті є «головним лиходієм» серіалу. Зера використовується насамперед для того, щоб надати Юді Іскаріоту мотив своєї зради: він переконує його, що поява перед синедріоном дасть Ісусові можливість проявити себе. Його також використовують для створення головного лиходія, коли Ісус особисто протистоїть храмовому священству, зокрема під час очищення Храму та сцени арешту в Гетсиманії. Інші вигадані персонажі включають Квінтиллія, Єгуду та Амоса.
- У Біблії єдиною згадкою про Ісуса в дитинстві є його похід до Єрусалимського храму, коли йому було 12 років. У фільмі хлопчик Ісус також зображений на його бар-міцві, яку перериває набіг римських солдатів, які грабують припаси. Зображення бар-міцви є анахронічним, оскільки церемонії, найімовірніше, не існувало в той час. Це було свідомо включено Дзеффіреллі, тому що сучасна неєврейська аудиторія могла не знати про цей незрозумілий факт і очікувала б його побачити, а він не хотів кидати виклик очікуванням аудиторії. Хлопчика Ісуса також зображено як піднімається по драбині й дивиться на ландшафт Юдеї після того, як Йосип проводить аналогію зі сходами, що тягнуться до неба.
- Розпусниця і жінка, яка намащує ноги Ісуса миром, і її волосся поєднуються в одну особу. Біблія вказує, що Марія Магдалина (про яку насправді ніколи не кажуть, що вона є повією) — це жінка, з якої було вигнано сім демонів, а жінка, що носить миро, — Марія з Вифанії, сестра Лазаря (Івана 11:2). Однак, ідентифікація трьох жінок присутня в багатьох християнських традиціях і не характерна для фільму.
- У фільмі Никодим відвідує Ісуса пізно вдень, а не вночі, як у Івана 3:3.
- Апостол Андрій знайомить Симона з Ісусом як «мій брат, Симоне Петро». Але «Петро» — це ім'я, яке пізніше Ісус дав Симону (Івана 1:42, Матвія 16:18), після того як він був добре знайомий з ним, а не його оригінальне ім'я. Пізніше в драмі Ісус справді дає Симону ім'я «Петро».
- Апостол Фома, до свого покликання, зображений як слуга Яіра, керівника синагоги, чию 12-річну дочку Ісус воскрешає з мертвих. Ніде в трьох євангельських розповідях про це воскресіння Фома не описується як слуга Яіра. Це було зроблено у фільмі, щоб зручно представити Фому як сумнівного, коли Ісус сказав, що мертва дочка Яіра «тільки спить».
- Варавва зображений у фільмі як зилот (політичний екстреміст і агітатор). Зустріч і діалог між Ісусом і Вараввою вигадані.
- Притча про блудного сина (Лк. 15:11–32) використовується як сюжетний прийом, який одночасно спокутує учня Матвія та примирює його з його лютим ворогом Симоном Петром. Хоча це не в Біблії, це було схвалено як одне з особливо вдалих нововведень фільму. (Євангеліє не описує ні конфлікту, ні особливої дружби між Матвієм і Симоном Петром).
- У фільмі Понтій Пілат, визнавши Ісуса винним у зраді, засуджує його до розп'яття. Євангеліє зазначає, що Пілат виправдав Ісуса, але засудив Його під тиском натовпу. У фільмі натякається, що такий тиск на засудження застосовувався перед судом синедріоном, але прямо про це не говориться. Фільм також переміщує Пілата, який миє руки, до сцени, в якій він представлений, а не під час самого суду.
- У фільмі не зображено, як Пілат передає справу Ісуса Іроду Антипі, а Антипа відсилає Ісуса назад до Пілата (Лк. 23:6–12).
- І Євангеліє, і фільм розповідають про римського сотника, який благає Ісуса зцілити його хворого слугу. У фільмі, але не в Євангелії, той самий офіцер (зображений Ернестом Борґнайном) представляє як одного з солдатів, що стоїть біля підніжжя Хреста, де він співчутливо дозволяє Марії підійти до її сина.
- У Біблії Юді платять 30 срібників за зраду Ісуса. Сповнений докорів сумління, він згодом повертає срібло священикам (Матвія 27 :3–5). У фільмі Зера дає срібні монети Юді; він їх не повертає, і вони показані лежачими на землі під деревом, на якому він повісився.
- У фільмі зображено сцену, яка показує, як Джозеф помирає. Євангеліє ніколи нічого не згадує про Йосипа після історії Ісуса, як хлопчика, у Храмі.
- У фільмі показано, як терновий вінець знімають з голови Ісуса під час розп'яття. Це ніколи не згадується в Євангеліях і суперечить звичайним зображенням Ісуса, який продовжує носити його на хресті.
- Сцена зцілення сліпого жебрака, де Ісус плював на бруд і втирав багнюку в очі сліпому, відбувалася в Храмі; весь 9-й розділ Івана розміщує цей епізод після того, як Ісус покинув Храм і «йшов разом».

## Нагороди та номінації
Ісус з Назарету був номінований на премію «Еммі» за найкращу спеціальну драму. Крім того, Джеймс Фарентіно, який зобразив апостола Петра, був номінований на «Видатну роль другого плану» у спеціальній драмі.
Драма була номінована на шість телевізійних премій Британської академії: найкращий актор, найкращий оператор, найкраща телевізійна п'єса, найкращий монтажер, найкращий дизайн костюмів та найкращий звук. Воно не виграло жодного.
Ісус із Назарету отримав нагороди за найкращу операторську роботу Армандо Нануцці, найкращий дизайн костюмів для Лусії Мірісоли та найкращий дизайн-постановник Мірісолі знову від Італійського національного синдикату кіножурналістів.

## Подальші ефіри та домашні ЗМІ
NBC ретранслював серіал у 1979, 1980, 1984, 1987 і 1990 роках.
Спочатку він вийшов як видання VHS на три стрічки на початку 1980-х років під лейблом Magnetic Video. Пізніше він вийшов під основним відеолейблом CBS/FOX в 1986 році. Ще одне видання VHS на три стрічки вийшло LIVE Home Video у 1992 році та знову 22 лютого 1995 року. Artisan Entertainment випустила DVD-версію на двох дисках у лютому 2000 року. У Великій Британії оригінальний VHS Polygram 1986 року (чотири стрічки) був повністю нерозрізаним і містив повну 386-хвилинну версію. Відео Carlton 2000 року (дві стрічки) містило сильно скорочений друк тривалістю 270 хвилин. Хоча DVD з Гранади вважається невідредагованим друком, він триває 374 хвилини і не містить двох сцен — приватної зустрічі між Юдою Іскаріотом і Зерою та початкової зради під час останньої вечері. Саме ця версія транслюється найчастіше.
Серіал транслюється щороку на Великдень та Різдво в багатьох країнах, у тому числі в Греції на ANT1, а в Сполучених Штатах — на History Channel і TBN.
У Чилі серіал транслюється кожної Страсної п'ятниці з 1982 року державною телевізійною телекомпанією Televisión Nacional de Chile.
DVD «Регіон 1» — оригінальна трансляція 1977 року. DVD Carlton Region 2, вийшов у Великій Британії, суттєво скорочений і триває 270 хвилин. Голландський випуск DVD (також Carlton Region 2) має тривалість 365 хвилин (399 хвилин, зазначені на обкладинці, є опечаткою).
Драма вийшла для цифрового завантаження (або потокової передачі) як для Google Play, так і для Apple Store. Випущена версія є завершеною оригінальною трансляцією з 4 частин 1977 року, хоча лише в оригінальній стандартній чіткості. Подібно до іншого християнського вмісту, авторські права на фільм останніми роками захищалися лише слабо, внаслідок чого він також повністю з'являвся на YouTube.
На Великдень 2016 року та знову в 2018 році британський канал Sky Arts показував по одній частині на день протягом чотирьох днів Великодня. Версія, яку вони використовували, була розширеним виданням із чотирьох частин, яке тривало вісім годин із рекламою.
Серіал транслювався на NBC як «Велика подія» у двох тригодинних частинах з обмеженою кількістю рекламних роликів у Вербну неділю та Великодню неділю. Додаткові кадри були додані для повторного показу 1979 року та транслювалися чотирма двогодинними частинами. У 1980-х і 1990-х роках фільм повторно транслювався на NBC у трьох частинах дво- та тригодинних епізодів, що вийшли на VHS та DVD як одна повна презентація з одним набором титрів.